# Livorno
Livorno je italské město v oblasti Toskánsko, hlavní město stejnojmenné provincie, po Florencii a Pratu třetí největší město. Patří mezi nejdůležitější přístavy v Ligurském moři, trajektem je spojeno s Korsikou a Sardinií. Přístavem se tato původně rybářská vesnice stala roku 1518 z rozhodnutí papeže Klementa VII. z rodu Medici. Důvodem bylo tehdejší zanesení pisánského přístavu pískem. 

## Historie
Území Livorna bylo osídleno od neolitu, pravěké archeologické nálezy pocházejí z jeskyni mezi Ardenzou a Montenerem. Významnou osadu jménem Labro zde založili Etruskové. Při její okupaci Římané vybudovali cestu Via Aurelia, při níž se dochovaly ruiny strážních věží.  Název zátoky Liburna odkazuje k označení typu lodi, který římské loďstvo přejalo od  Liburnů, stavitelů lodí. 
Ve středověku bylo Livorno poprvé písemně zmíněno v roce 1017 jako vesnice s přístavem a zbytky římské věže. V roce 1077 dala Matylda Toskánská postavit novou věž. Republika Pisa vlastnila Livorno od roku 1103 a na obranu přístavu postavila čtvercovou pevnost zvanou Kvadratura Pisanů. LLigurské loďstvo utrpělo v roce 1284 v bitvě u Melorie drtivou porážku.
V roce 1399 Pisa prodala Livorno milánskému vévodovi Viscontimu, v roce 1405 Janovské republice a 28. srpna 1421 Livorno koupila Florentská republika. Tehdejší název města Leghorn byl odvozen z janovského Ligorna,  Livorno se vžilo až v prostředí Florenťanů 18. století.
Zlatou érou rozkvětu města bylo renesanční a barokní období, pod vládou vévodů Medicejských (1500–1650). Zbudovali novou pevnost, obehnanou vodním příkopem a zavedli mezinárodní obchod s britskou společností Levatz Company. Důležitou úlohu v obchodu sehrála zdejší židovská komunita. Významnou složkou obyvatelstva se stali Řekové, uprchlíci z ostrova Chios, z Epiru a Kappadocie.
Napoleon Livorno dobyl a okupoval, až roku 1808 vstoupilo pod vládu jeho císařství a obnchod s Británií tím byl ukončen. V roce 1861 Livorno vstoupilko do Italského království. Za druhé světové války je Spojenci bombardovali, z památek byla poškozena katedrála.

## Památky

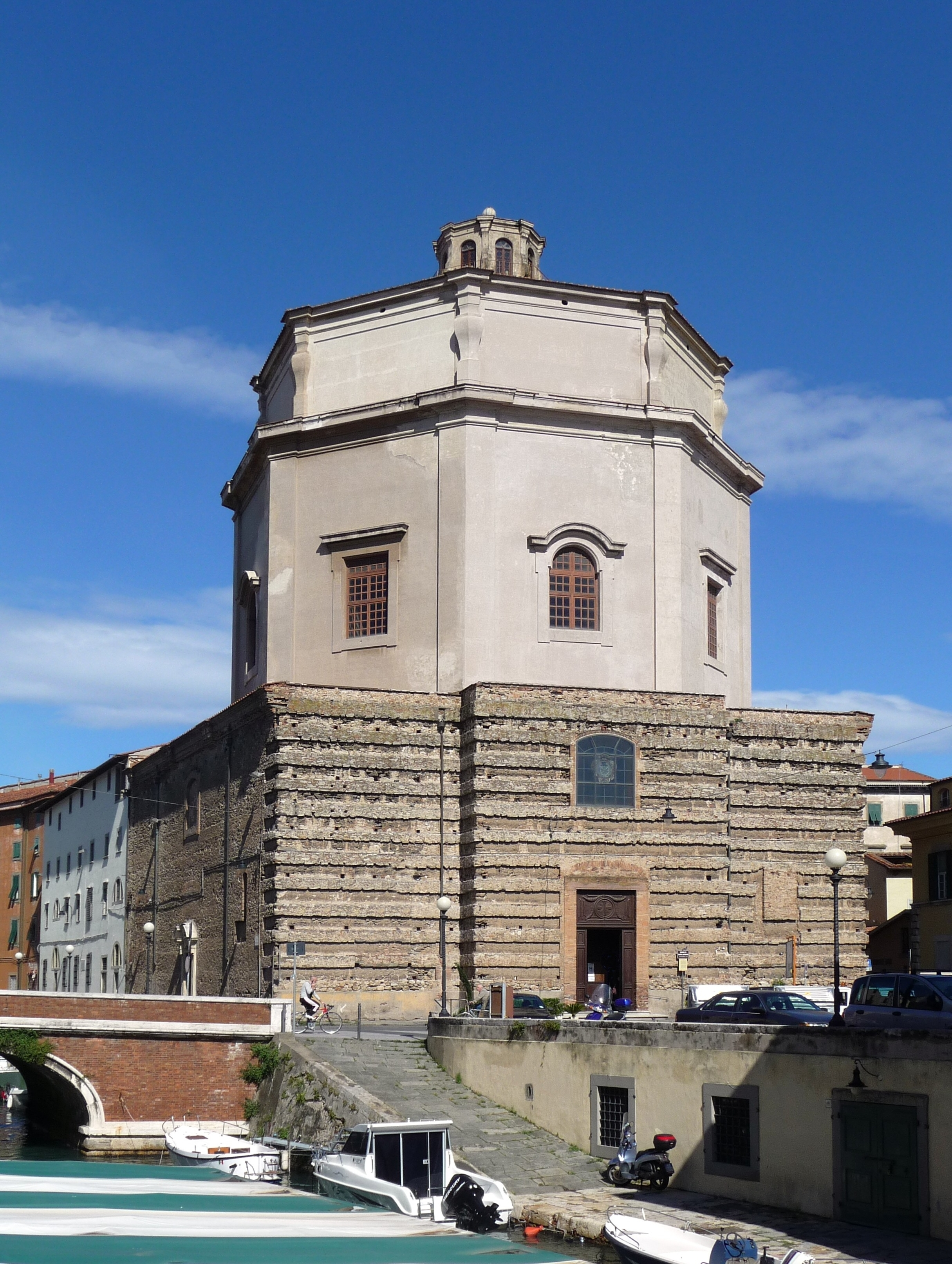
Kostel sv. Kateřiny Sienské

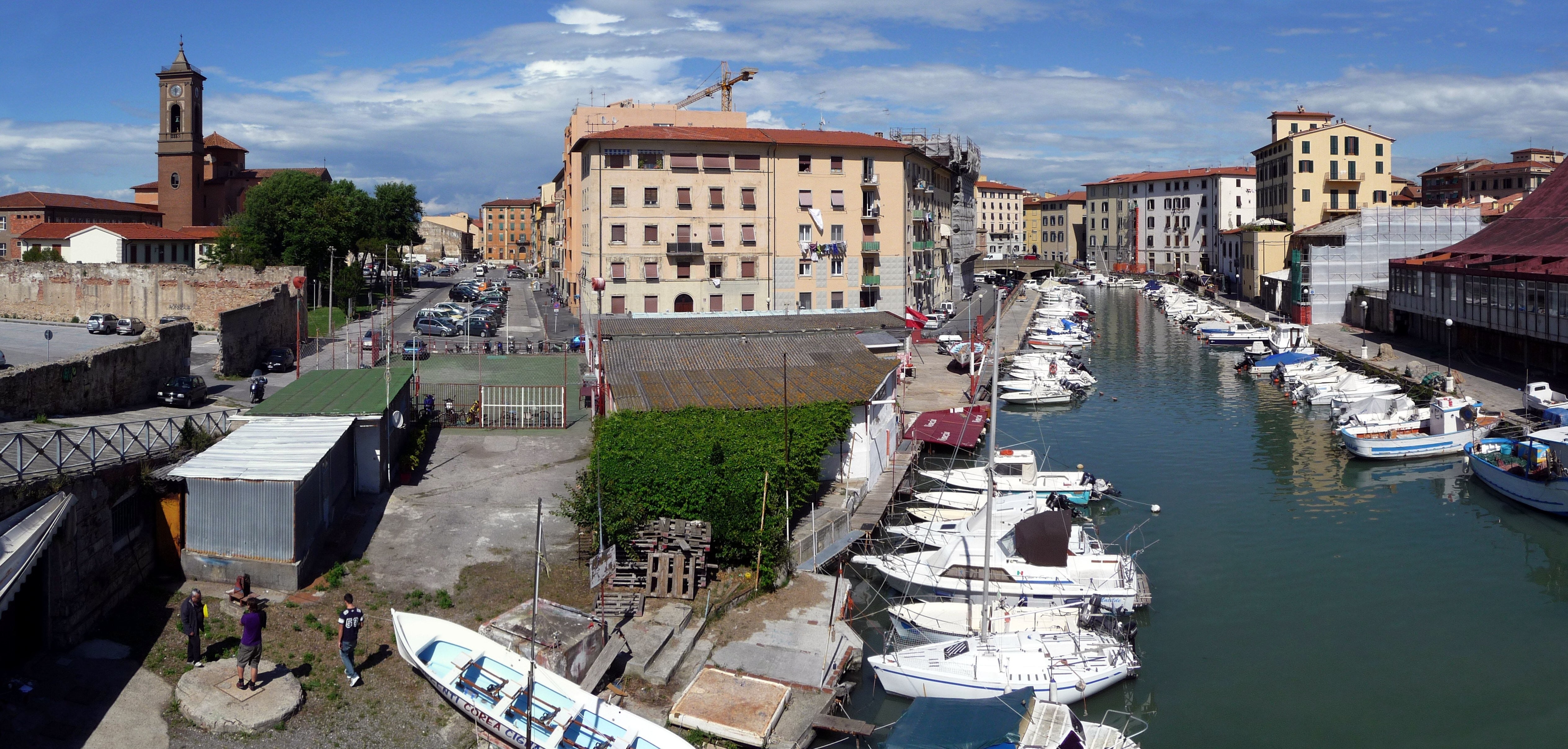
Čtvrť Venezia Nuova

- Fortezza Vecchia (stará pevnost) - fragment dvou věží a zdi je jedinou památkou středověké architektury.
- Kostel sv. Kateřiny ze Sieny - barokní osmiboká centrální stavba podle vzoru římského Panteonu,  obraz Panny Marie nad vchodem namaloval Giorgio Vasari
- Livornská katedrála Panny Marie, sv. Františka a sv. Julie , renesanční stavba ze 16. století, povýšena na katedrálu v 17. století; byla bombardována za druhé světové války. Rekonstrukce proběhla v roce 1959.
- Čtvrť Nové Benátky (Venezia nuova), část přístavu ze 17. století.
- Moderní synagoga, projekt architekta Angela di Castro
- Piazza Micheli: renesanční pomník Ferdinanda II. se čtyřmi spoutanými Maury, vztyčen na památku vítězství nad Maury roku 1623 (Monumento dei Quattro Mori).

- Městské muzeum (Museo civico) uchovává významné archeologické i umělecké památky
- Příroidovědecké muzeum

## Vývoj počtu obyvatel
Počet obyvatel

## Slavní rodáci
- Carlo Azeglio Ciampi, 10. prezident Itálie
- Vittorio Matteo Corcos, malíř
- Antonio Corazzi, architekt
- Giovanni Fattori, malíř
- Voltolino Fontani, malíř
- Félicie de Fauveau, francouzská sochařka
- Pietro Mascagni, operní skladatel
- Amedeo Modigliani, malíř a sochař
- Pietro Nardini, skladatel a houslista
- David Martini, premiant gymnázia Vídeňská

## Partnerská města
- Bat Jam, Izrael
- Guadalajara, Španělsko
- Haiphong, Vietnam
- Novorossijsk, Rusko
- Oakland, USA

## odkazy